# العمارة الاستعمارية في جنوب شرق آسيا

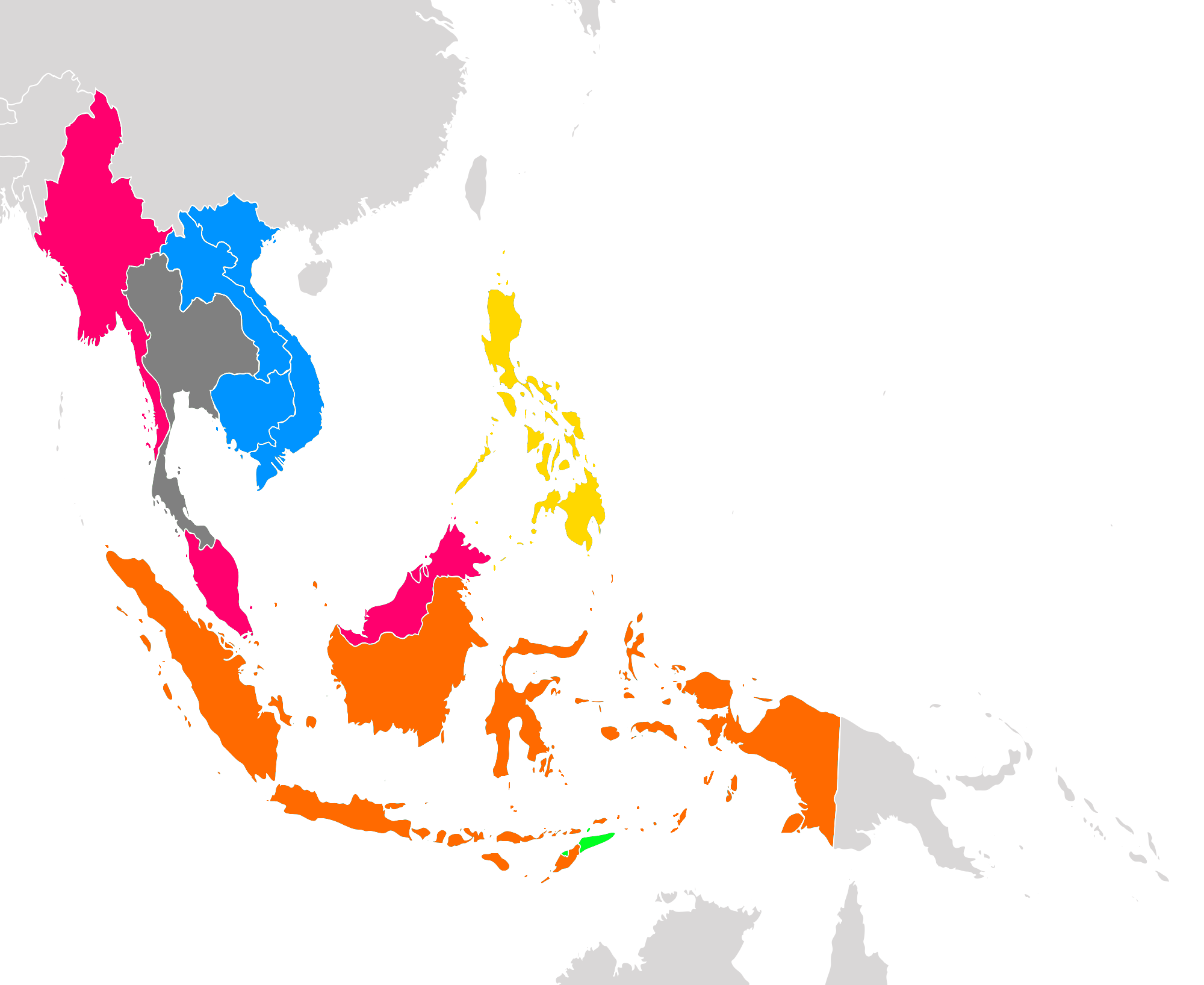
الاستعمار الأوروبي لجنوب شرق آسيا

بدأت الدول الأوروبية خلال كل من القرن السابع عشر والثامن عشر والتاسع عشر، بتوحيد الطرق البحرية إلى جنوب شرق آسيا، إذ استُخدمت الهند كطريق تجاري رئيسي للسفن كي تتوقف وتتزود بالوقود أو للمقايضة. بدأت العديد من المستعمرات الغربية المختلفة خلال هذه الفترة أي في القرن التاسع عشر غالبًا، التأثير على معظم البلدان وبناء العمارة الاستعمارية في جنوب شرق آسيا. شهدت هذه الفترة العديد من المباني الكلاسيكية التي بُنيت بالأسلوب الاستعماري الكلاسيكي والفرنسي للعمارة.

## قائمة اليونسكو للتراث العالمي

### لوانغ برابانغ في لاوس
عاصمة لاوس القديمة لوانغ برابانغ هي عبارة عن مجموعة من المباني الاستعمارية الفرنسية. أُدرجت لوانغ برابانغ في موقع اليونسكو للتراث العالمي بسبب تراثها المعماري والثقافي المحفوظ بشكل لافت للنظر، مع مزيج من التطورات الحضرية على مدى عدة قرون بما في ذلك التأثيرات الاستعمارية الفرنسية. كان هناك تحول واضح ومرحلة انتقالية للمباني السكنية التقليدية التي بُنيت بالأسلوب الفرنسي داخل مناطق مختلفة في جنوب شرق آسيا. على الرغم من أن هذا التحول لم يكن تحولًا كاملًا، إلا أن التأثير الفرنسي عدل مبانيها عمدًا لاحتضان تقليد وثقافة التاريخ السابق. وعلى هذا النحو، يوجد في جنوب شرق آسيا اليوم انقسام متناغم بين المباني الاستعمارية التقليدية والمباني الاستعمارية الفرنسية. شجعت عملية النهب والسرقة من قبل جيش العلم الأسود في عام 1887، والذي كان عبارة عن مجموعة من قطاعي الطرق الصينيين، المملكة على قبول تلقي الحماية من الفرنسيين بعد فترة وجيزة من إنشاء مفوضية. أنشأت المستعمرات الفرنسية في أوائل القرن العشرين مباني مايو في نفس الوقت الذي حافظت فيه على العمارة التقليدية إلى حد ما، إذ كان للاستعمار الفرنسي تأثير واضح على المدينة. بنوا قصرًا للحاكم، حيث كان القصر الملكي السابق. أنشأوا أيضًا محكمة وسكن لموظفي الخدمة المدنية وسجن وثكنات مفرزة صغيرة ومستشفى.

### هوي آن في فيتنام
يعكس هوي آن مزيجًا من التأثيرات الصينية واليابانية والفيتنامية والآثار الأوروبية التي أنشأت مدينة متنوعة تضم مختلف الأساليب المعمارية. صُنفت هوي آن وهي مدينة قديمة كموقع للتراث الثقافي الوطني في عام 1985 وبالتالي موقع التراث الثقافي الوطني الخاص بموجب قانون التراث الثقافي لعام 2001.

## الأسلوب الاستعماري الفرنسي- المنازل
على الرغم من أن للعمارة الاستعمارية تأثير محدود فقط في جنوب شرق آسيا، إلا أنه ما يزال هناك أسلوب مميز للمنازل الموجودة في جميع أنحاء، وخاصة المناطق الواقعة حول لاوس وكمبوديا وفيتنام.
مع ذلك، لم يجسد الفرنسيون التصميم الفرنسي في منازلهم، بل استخدموا أساليب معمارية كالأساليب الفيتنامية للاستفادة القصوى من المناخ الدافئ. ظهر أيضًا تصميم جديد يجمع بين المواد والتصاميم التقليدية مع الابتكارات التقنية الأوروبية. أصبح التصميم أكبر حجمًا واستُخدم الطابق الأرضي من الفيلات ذات الطابقين، التي كانت تُستخدم كطابق متعدد الأغراض، بشكل متزايد كفراغ خاص اقتداء بالخصوصية الأوروبية. بدأت المنازل الاستعمارية باستخدام أعمدة الملاط.

## هانوي
عندما احتل الفرنسيون هانوي في أواخر القرن التاسع عشر، شيدوا أسلوب المستعمرة الفرنسية في المنازل والمنشآت الفيتنامية القديمة. كانت هذه المؤسسات عبارة عن فيلات مهيبة ولكنها نابضة بالحياة تتبع الأسلوب الفرنسي. يُعتبر هذا الجزء من البلدة حيًا فرنسيًا ويُعرف اليوم باسم با دين. تتميز الأحياء الفرنسية بشوارع واسعة تصطف الأشجار على جانبيها. تضم هذه المنطقة من فيتنام مجموعة واسعة من الفنادق الفاخرة والمطاعم الراقية. يمكن للسياح زيارة عدة مناطق للجذب السياحي مثل هو لو ومتحف النساء الفيتناميات في المنطقة الفرنسية من المدينة.